# Джексон (округ, Міссісіпі)
Шаблон:StateAbbr_ 30°28′ пн. ш. 88°37′ зх. д. / 30.46° пн. ш. 88.62° зх. д.
Округ Джексон (англ. Jackson County) — округ (графство) у штаті Міссісіпі, США. Ідентифікатор округу 28059.

## Історія
Округ утворений 1812 року.

## Демографія
За даними перепису
2000 року
загальне населення округу становило 131420 осіб, зокрема міського населення було 88961, а сільського — 42459.
Серед мешканців округу чоловіків було 65127, а жінок — 66293. В окрузі було 47676 домогосподарств, 35724 родин, які мешкали в 51678 будинках.
Середній розмір родини становив 3,14.
Віковий розподіл населення поданий у таблиці:
| Стать    | До 15 років | 15-21 | 22-29 | 30-39 | 40-49 | 50-65 | 65-85 | Понад 85 |
| -------- | ----------- | ----- | ----- | ----- | ----- | ----- | ----- | -------- |
| Чоловіки | 15447       | 6975  | 6852  | 9876  | 9993  | 10212 | 5444  | 328      |
| Жінки    | 14663       | 6531  | 6768  | 10000 | 10059 | 10497 | 6839  | 936      |

## Суміжні округи
- Джордж — північ
- Мобіл, Алабама — схід
- Гаррісон — захід
- Стоун — північний захід

## Виноски
1. ↑  U.S. Decennial Census. United States Census Bureau. Архів оригіналу за 26 квітня 2015. Процитовано 4 листопада 2014.
2. ↑  Historical Census Browser. University of Virginia Library. Архів оригіналу за 11 серпня 2012. Процитовано 4 листопада 2014.
3. ↑  Population of Counties by Decennial Census: 1900 to 1990. United States Census Bureau. Архів оригіналу за 28 грудня 2014. Процитовано 4 листопада 2014.
4. ↑  Census 2000 PHC-T-4. Ranking Tables for Counties: 1990 and 2000 (PDF). United States Census Bureau. Архів оригіналу (PDF) за 18 грудня 2014. Процитовано 4 листопада 2014.
5. ↑  State & County QuickFacts. United States Census Bureau. Архів оригіналу за 7 червня 2011. Процитовано 3 вересня 2013.(англ.) Наведено за англійською вікіпедією.
6. ↑  Jackson County, Mississippi. United States Census Bureau. Архів оригіналу за 22 липня 2019. Процитовано 2 листопада 2019.
7. ↑  American FactFinder. Бюро перепису населення США. Архів оригіналу за 21 травня 2008. Процитовано 31 січня 2008.

| США | Це незавершена стаття з географії США. Ви можете допомогти проєкту, виправивши або дописавши її. |